# Павлов Георгій Сергійович
Георгій Сергійович Павлов (5 грудня 1910, місто Маріуполь, тепер Донецької області — покінчив життя самогубством 6 жовтня 1991, місто Москва) — радянський державний діяч, керуючий справами ЦК КПРС, 1-й секретар Марійського обласного комітету КПРС. Кандидат у члени ЦК КПРС у 1961—1971 роках. Член ЦК КПРС у 1971—1986 роках. Депутат Верховної Ради СРСР 5—10-го скликань. Герой Соціалістичної Праці (4.12.1980). 

## Життєпис
Народився в родині робітника. У 1926 році переїхав до міста Ленінграда, закінчив дев'ять класів школи.
З 1926 року — розмітник, майстер заводу в місті Ленінграді. З 1931 року — викладач і завідувач навчальної частини школи фабрично-заводського учнівства (ФЗУ) при Дніпровському металургійному заводі імені Дзержинського в місті Кам'янське Дніпропетровської області.
У 1936 році закінчив Дніпродзержинський металургійний інститут, інженер-металург.
У 1936—1940 роках — заступник директора навчального комбінату Дніпровського металургійного заводу імені Дзержинського міста Дніпродзержинська Дніпропетровської області.
Член ВКП(б) з 1939 року.
У 1940—1941 роках — інструктор, завідувач металургійного відділу Дніпродзержинського міського комітету КП(б)У Дніпропетровської області.
З початку німецько-радянської війни був евакуйований в східні райони СРСР. З 1942 по 1943 рік працював в Орському міському комітеті ВКП(б) Чкаловської (Оренбурзької) області.
У 1943—1945 роках — 2-й секретар Дніпродзержинського міського комітету КП(б)У Дніпропетровської області.
У 1945 — грудні 1947 року — 1-й секретар Дніпродзержинського міського комітету КП(б)У Дніпропетровської області.
У грудні 1947 — вересні 1949 року — інспектор Управління кадрів ЦК ВКП(б), інструктор відділу партійних, профспілкових і комсомольських органів ЦК ВКП(б).
У вересні 1949 — 9 травня 1950 року — 1-й секретар Магнітогорського міського комітету ВКП(б) Челябінської області.
У квітні (офіційно 12 липня) 1950 — 3 березня 1951 року — 2-й секретар Челябінського обласного комітету ВКП(б).
У березні 1951 — квітні 1954 року — заступник голови виконавчого комітету Костромської обласної ради депутатів трудящих.
У квітні 1954 — січні 1955 року — секретар Костромського обласного комітету КПРС.
У січні 1955 — січні 1956 року — 1-й секретар Костромського міського комітету КПРС.
У січні 1956 — грудні 1957 року — 2-й секретар Костромського обласного комітету КПРС.
29 грудня 1957 — 28 листопада 1963 року — 1-й секретар Марійського обласного комітету КПРС.
У листопаді 1963 — грудні 1965 року — завідувач відділу Комітету партійно-державного контролю ЦК КПРС і Ради міністрів СРСР.
У грудні 1965 — вересні 1983 року — керуючий справами ЦК КПРС.
Указом Президії Верховної Ради СРСР від 4 грудня 1980 року за великі заслуги перед Комуністичною партією та Радянською державою і в зв'язку з сімдесятиріччя з дня народження Павлову Георгію Сергійовичу присвоєно звання Героя Соціалістичної Праці з врученням ордена Леніна і золотої медалі «Серп і Молот».
З вересня 1983 року —  персональний пенсіонер союзного значення в Москві. 
Покінчив життя самогубством (викинувся з балкона) 6 жовтня 1991 року. Похований в Москві на Новодівочому цвинтарі.

## Нагороди і звання
- Герой Соціалістичної Праці (4.12.1980)
- два ордени Леніна (4.12.1970, 4.12.1980)
- орден Жовтневої Революції (5.05.1975)
- три ордени Трудового Червоного Прапора (23.01.1948, 5.10.1957, 9.12.1960)
- дві медалі «За трудову доблесть» (19.10.1943, 25.12.1959)
- медаль «За доблесну працю. В ознаменування 100-річчя з дня народження Володимира Ілліча Леніна»
- медаль «Ветеран праці»
- медалі
- Державна премія СРСР (1980)